# Liliane Gagnon
Liliane Gagnon (28 dicembre 2002) è una fondista canadese.

## Biografia
Attiva dal gennaio del 2018, la Gagnon ha esordito in Coppa del Mondo il 17 dicembre 2022 a Davos in una sprint (32ª) e ai Campionati mondiali a Planica 2023, dove si è classificata 38ª nella 10 km, 32ª nella 30 km, 47ª nella sprint, 12ª nella sprint a squadre e 8ª nella staffetta; ai Mondiali di Trondheim 2025 si è classificata 27ª nella sprint, 30ª nello skiathlon, 10ª nella sprint a squadre e 9ª nella staffetta. Non ha preso parte a rassegne olimpiche.

## Palmarès

### Coppa del Mondo
- Miglior piazzamento in classifica generale: 75ª nel 2024